# الخلية البطانية الجائلة
الخلايا البطانية الجائلة (سي إي سي إس) هي مجموعة الخلايا البطانية التي تطرحها بطانة جدار الوعاء الدموي في مجرى الدم. تبطن الخلايا البطانية عادة الأوعية الدموية وتساهم في الحفاظ على سلامة هذه الأوعية ونفوذيتها، إلا أنها تُعتبر مؤشرًا على الخلل الوظيفي الوعائي أو تلف الأوعية في حال دخولها الدوران الدموي. يوجد العديد من العوامل المختلفة التي تلعب دورًا في عملية تكوين الخلايا البطانية الجائلة، بما في ذلك: انخفاض التفاعل وتراجعه بين الخلايا البطانية وبروتينات الغشاء القاعدي، وتلف جزيئات الالتصاق الخلوي البطاني، والإصابات الميكانيكية، وانخفاض مدة بقاء بروتينات الهيكل الخلوي والالتهاب.
تمثل الخلايا السلفية البطانية (إي بّي سي إس) بدورها مجموعة من الخلايا المشتقة من نخاع العظم التي تتمايز لتعطي الخلايا البطانية ما يساعد في دعم البطانة الوعائية وتكوين الأوعية الدموية الجديدة. يمكن النظر إلى الخلايا السلفية البطانية باعتبارها واسمات حيوية دالة على عملية الإصلاح بينما تُعتبر الخلايا البطانية الجائلة بدورها واسمات حيوية دالة على التلف. يمكن التفريق بين هذين النوعين من الخلايا عن طريق واسمات السطح المختلفة التي تميز كلًا منها.

## دورها في المرض القلبي الوعائي
قبل تطور احتشاء عضلة القلب (احتشاء القلب أو النوبة القلبية)، قد تتراكم اللويحات في الشرايين التاجية، وقد تتمزق بعض هذه التكوينات اللويحية، مسببة إزاحة ميكانيكية للخلايا البطانية ما يؤدي بدوره إلى تشكيل الخلايا البطانية الجائلة. قد تتسبب اللويحات التي تبقى متصلة بالشرايين التاجية في إعاقة تدفق الدم إلى العضلة القلبية. يؤدي هذا بدوره إلى تطور حالة نقص التروية؛ الموت المترقي للعضلة القلبية نتيجة نقص الأوكسجين. في حال تعرض العضلة القلبية لحالة مطولة من نقص التروية، تبدأ الخلايا البطانية الشغافية في الانفصال ما يؤدي إلى تكوين الخلايا البطانية الجائلة.

## كشفها
يمثل اختبار الخلايا البطانية الجائلة عالي الدقة (إتش دي – سي إي سي) اختبارًا جديدًا قائمًا على خزعة السوائل التي تكشف الخلايا البطانية في دم المريض الذي عانى مؤخرًا من النوبة القلبية. على الرغم من عدم حصول الاختبار بعد على موافقة إدارة الغذاء والدواء الأمريكية (إف دي إيه)، أظهر هذا الاختبار درجة أفضل من النوعية مقارنة باختبار سيل سيرش الذي وافقت عليه إدارة الغذاء والدواء لكشف الخلايا الورمية الجائلة. من المعروف أن الخلايا البطانية الجائلة قادرة على التعبير عن الواسمات البطانية مثل بروتينات الدم السكرية فون ويلبراند (في دبليو إف) الذي يشارك في عملية تراكم الصفيحات الدموية والتصاقها، تعمل الخلايا البطانية الجائلة أيضًا على التعبير عن بروتين سطح الخلية «سي دي 146» الذي يمثل الواسم البطاني الأكثر شيوعًا في الخلايا البطانية الجائلة ويلعب دورًا هامًا للغاية في النفوذية، والتماسك بين الخلايا ونقل الإشارات. يمكن كشف الخلايا البطانية الجائلة عن طريق تلوين «دي إيه بّي آي»، الذي يمثل إحدى طرق تلوين الدنا المخصصة، إذ تغيب هذه الخلايا عند استخدام الواسم المكون للدم «سي دي 45». يمكن لاختبار الخلايا البطانية الجائلة عالي الدقة تحديد هذه الواسمات بالاستناد إلى التفاعل مع مجموعة محددة من الأجسام المضادة بالإضافة إلى السمات المورفولوجية للهيولى والنوى الخاصة بها.